# Assouréti
Assouréti (en géorgien : ასურეთი) est un village géorgien de la municipalité de Tetritskaro dans la région de Basse Kartlie.

## Situation
Le village est situé à 20 km au sud-ouest de Tbilissi (32 km par la route), dans la vallée de l’Assourétiskhévi.

## Histoire
Le 19 novembre 1818, 72 familles allemandes fondent la colonie Elisabethtal (le nom est choisi en l’honneur de Sainte Élisabeth). En 1857 à la suite de désaccords religieux 38 familles quittent Elisabethtal pour fonder la nouvelle colonie Alexanderhilf.
Après l’annexion de la République démocratique de Géorgie par la Russie bolchévique Elisabethtal est renommé Assouréti en 1921.
En 1941, à la suite de l’opération Barbarossa, les habitants allemands sont déportés vers la Sibérie et le Kazakhstan.
Les ancêtres allemands de Nadejda Allilouïeva, la femme de Joseph Staline, venaient de Elisabethtal.